# Naja melanoleuca
Naja melanoleuca este o specie de șerpi din genul Naja, familia Elapidae, descrisă de Hallowell 1857. Conform Catalogue of Life specia Naja melanoleuca nu are subspecii cunoscute.

## Galerie

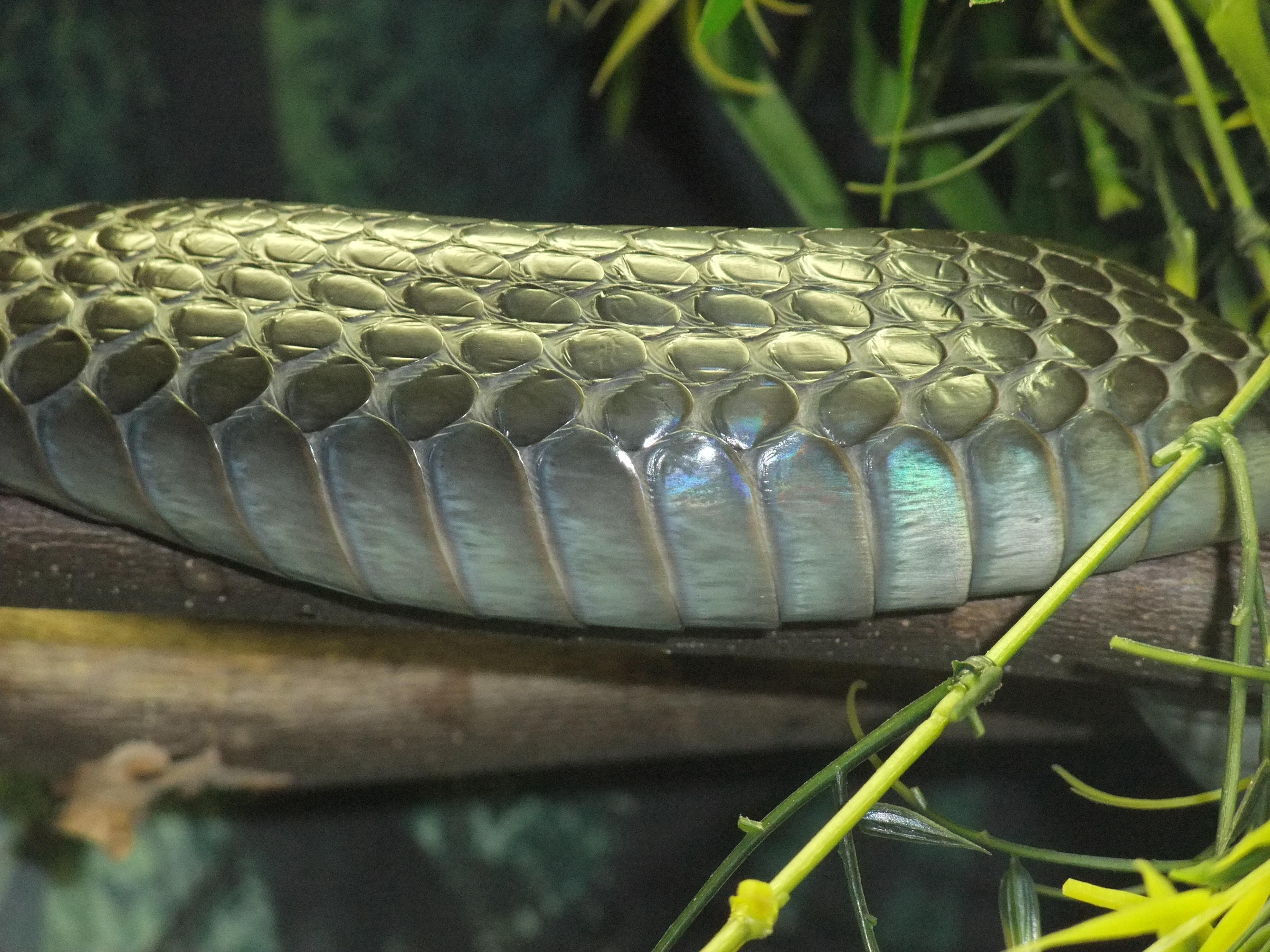
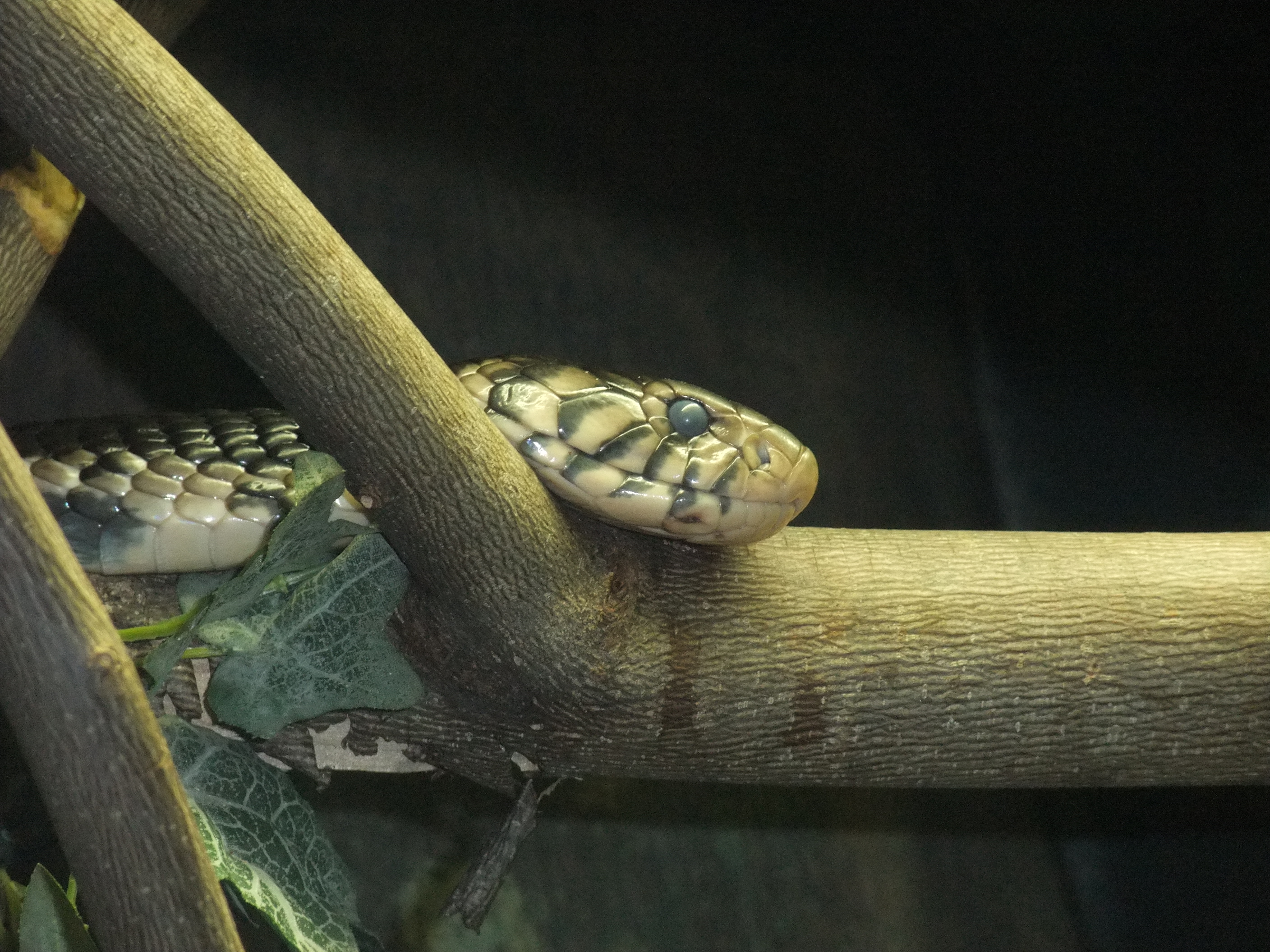
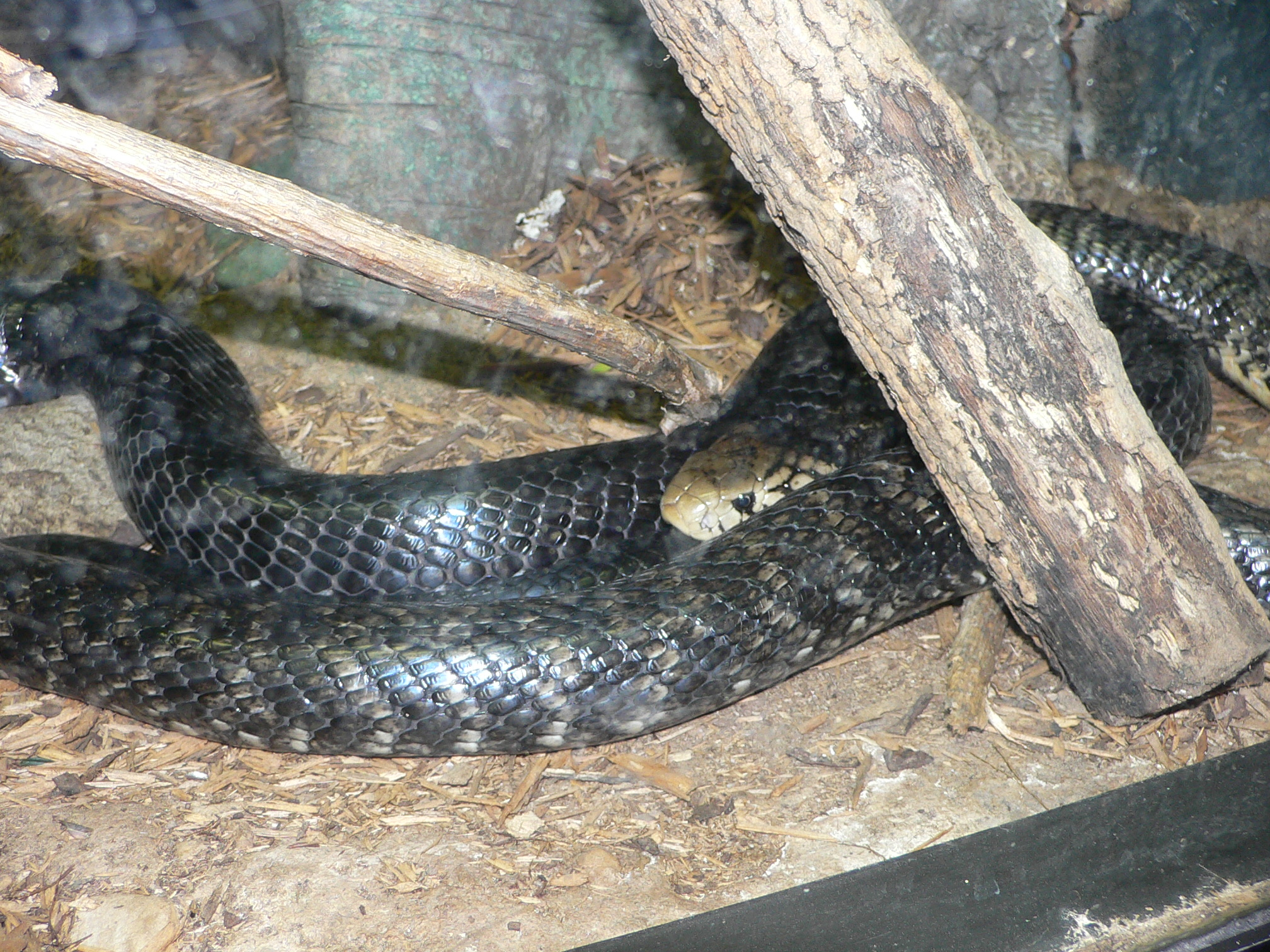